# Viktoria Rebensburg
Viktoria Rebensburg (Tegernsee; 4. listopada 1989.) je njemačka alpska skijašica, olimpijska pobjednica u veleslalomu iz Vancouvera.

## Pobjede u Svjetskom kupu
| Datum               | Mjesto            | Disciplina      |
| ------------------- | ----------------- | --------------- |
| 23. listopada 2010. | Sölden            | veleslalom      |
| 6. veljače 2011.    | Zwiesel           | veleslalom      |
| 11. ožujka 2011.    | Špindlerův Mlýn   | veleslalom      |
| 26. studenog 2011.  | Aspen             | veleslalom      |
| 2. ožujka 2012.     | Ofterschwang      | veleslalom      |
| 3. ožujka 2012.     | Ofterschwang      | veleslalom      |
| 15. ožujka 2012.    | Schladming        | superveleslalom |
| 18. studenog 2012.  | Schladming        | veleslalom      |
| 19. prosinca 2012.  | Are               | veleslalom      |
| 20. siječnja 2013.  | Cortina d'Ampezzo | superveleslalom |

## Vanjske poveznice
- Službene stranice